# Pierre Dumoussaud
Pierre Dumoussaud est un chef d'orchestre français.

## Biographie
Pierre Dumoussaud naît le 27 juin 1990,. 
Bassoniste de formation, il étudie également la direction d'orchestre au CRR de Paris, au Pôle supérieur Paris-Boulogne-Billancourt (PSPBB) avec Nicolas Brochot puis au Conservatoire national supérieur de musique de Paris avec Zsolt Nagy et Alain Altinoglu,. Il est l'un des élèves de Peter Eötvös avec qui il dirige la Symphonie n°4 de Charles Ives au Lucerne Festival. 
À l'âge de vingt ans, il est le fondateur et directeur musical de l'Ensemble Furians. 
En 2014, il est premier prix ex aequo des "Talents Adami chefs d'orchestre", et il devient, après un remplacement au pied levé, chef assistant de l'Orchestre national Bordeaux Aquitaine, jusqu'en 2016,,. 
En 2017, Pierre Dumoussaud remporte le deuxième prix, ex aequo (premier prix non décerné), du Concours international de chefs d'orchestre d'opéra organisé par l'Opéra Royal de Wallonie-Liège,. 
En 2021, son album "La danse des morts" en hommage aux vingt ans de la disparition d'Olivier Greif se voit décerner un Diapason d'Or ainsi qu'un "Choc" de Classica,. 
En 2022, il est le premier lauréat d'une Victoire de la musique classique dans la nouvelle catégorie "révélation chef d'orchestre",, et est nommé chevalier dans l'Ordre des Arts et des Lettres. 
Comme chef invité il dirige notamment le répertoire lyrique : en France à l'Opéra de Paris, à l'Opéra Comique, à l'Opéra de Rouen, à l'Opéra du Rhin, à l'Opéra de Marseille et à l'Opéra de Montpellier, en Allemagne au Bayerische Staatsoper, au Staatsoper de Berlin et au Komische Oper Berlin, en Suisse au Zürich Opernhaus et à l'Opéra de Lausanne, en Italie au Teatro Donizetti Bergamo, en Belgique à l'Opéra de Liège, en Grèce à l'Opéra National d'Athènes et au Théâtre Municipal Olympia Maria Callas. 
Il dirige également le répertoire symphonique : en France avec l'Orchestre philharmonique de Radio France, l'Orchestre national du Capitole de Toulouse, l'Orchestre philharmonique de Strasbourg, l'Orchestre national de Lille, l'Orchestre national d'Île-de-France, en Allemagne avec la Karajan Akademie du Berliner Philharmoniker, en Espagne avec le Real Filharmonia de Galicia, en Suisse avec l'Orchestra della Svizzera Italiana, et particulièrement au Japon avec le City of Kyoto Symphony Orchestra, le Tokyo City Philharmonic Orchestra, le Kioi Hall Chamber Orchestra Tokyo, l'Orchestra Ensemble Kanazawa et le Gunma Symphony Orchestra. 
Il dirige enfin plusieurs productions de ballet à l'Opéra de Paris et à l'Opéra National de Bordeaux. 
En 2025, Pierre Dumoussaud est nommé directeur musical de l'Opéra Orchestre Normandie Rouen à compter de la saison 2026-2027, succédant à Ben Glassberg,.   

## Distinctions
- Chevalier de l'ordre des Arts et des Lettres[14] (2022)

## Discographie
- Roald Dahl / Isabelle Aboulker : L'énorme crocodile (Gallimard Jeunesse, Orchestre de Chambre de Paris, 2016)
- Roald Dahl / Isabelle Aboulker : Un amour de tortue (Gallimard Jeunesse, Orchestre de Chambre de Paris, 2016)
- Messager : Les P'tites Michu (Palazzetto Bru Zane, Orchestre National des Pays de la Loire, 2018)
- Bridge, Cras, Farrar, Kelly, de La Presle : "Élégies" (Hortus, Collection "Les musiciens et la grande guerre", Opéra de Toulon, 2019)
- Olivier Greif : Danse des morts (B Records, 2021)
- Debussy : Pelléas et Mélisande (Outhere - Alpha Classics, Orchestre National Bordeaux Aquitaine, 2021)
- Offenbach : Le voyage dans la Lune (Palazzetto Bru Zane, Orchestre National Montpellier Occitanie, 2022)
- Félicien Brut : "J'ai deux amours" (Erato, Orchestre National Bordeaux Aquitaine, 2023)
- Cyrille Dubois : "So Romantique" (Alpha Classics, Orchestre National de Lille, 2023)
- Donizetti : Lucie de Lammermoor (Naxos, Fondatione Teatro Donizetti Bergamo, 2024)
- Eva Zaïcik : "Rebelle(s)" (Alpha Classics, Orchestre National de Lille, 2025)
- Jean-François Borras : "Souvenirs de Monte-Carlo" (Alpha Classics, Orchestre Philharmonique de Monte-Carlo, 2025)